# Djema
Djema oder Djemah ist eine Ortschaft in der Präfektur Haut-Mbomou im Osten der Zentralafrikanischen Republik. Djema ist der Hauptort der gleichnamigen Unterpräfektur. Eine Schätzung von 2021 geht von 2484 Einwohnern für die Unterpräfektur Djema aus. Diese ist zu großen Teilen praktisch unbewohnt, umfasst aber neben dem Ort Djema noch einige weitere Siedlungen.

## Lage und Verkehr
Djema liegt sehr isoliert im Osten des Landes am Fluss Ouara. Die nächstgelegene Nationalstraße ist die Route Nationale 2, die in der Hauptstadt Bangui beginnt und bis in den äußersten Osten des Landes nach Bambouti an der Grenze zum Südsudan führt. Mehr als 1000 km von der Hauptstadt Bangui entfernt, in der Nähe von Zémio, zweigt von der RN 2 die Route regionale 27 nach Norden ab, die Djema nach etwas mehr als 100 km erreicht. Aufgrund des sehr schlechten Zustandes der Straßen und der sehr schlechten Sicherheitslage in weiten Teilen des Landes ist die Region von Djema praktisch vom Rest des Landes isoliert. Die Straße von Djema nach Zémio wurde seit der Unabhängigkeit im Jahr 1960 nicht mehr repariert.

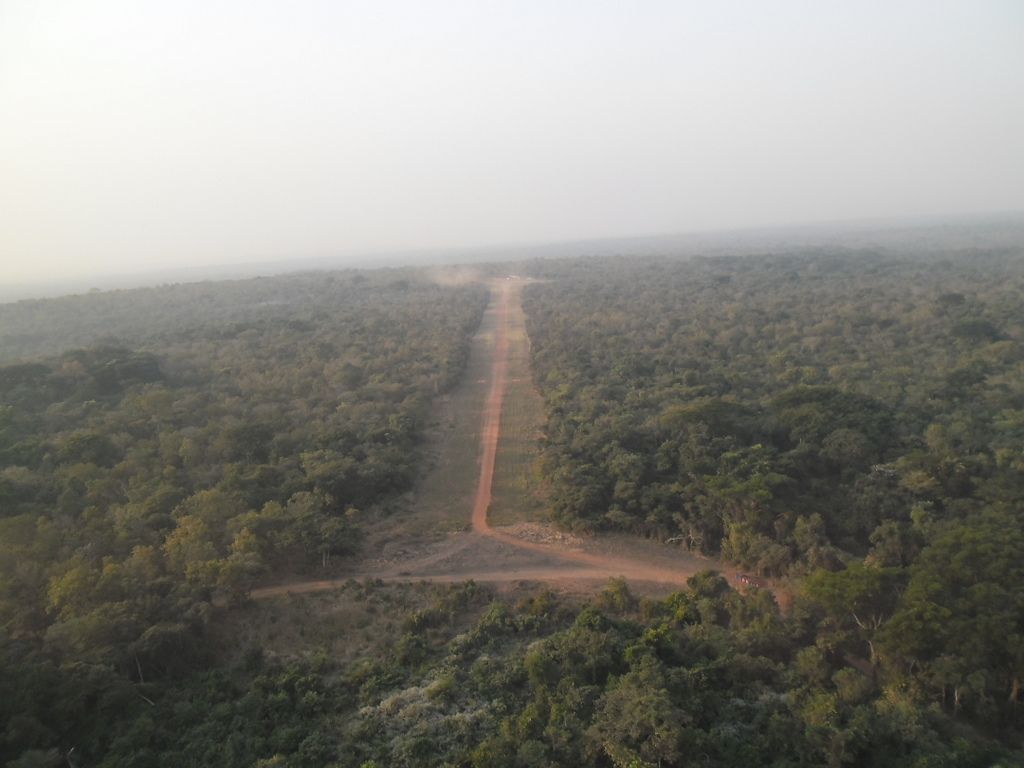
Blick auf die Flugpiste von Djema und die Vegetation, die den Ort umgibt

Etwa zwei Kilometer südwestlich des Ortes liegt eine unbefestigte Flugpiste, die eine Länge von gut einem Kilometer hat.

## Naturraum
Die Gegend von Djema ist sehr waldreich. 95 % der Subpräfektur bestehen aus Wald.

## Institutionen und Lebensumstände
Der Staat zeigt in Djema praktisch keine Präsenz. Die einzigen Repräsentanten des Staates sind der Sub-Präfekt und die Bürgermeisterin. Besonders schwerwiegend ist die unzureichende Versorgung durch Sicherheitskräfte. Die Sicherheitslage in abgelegenen Gebieten der Zentralafrikanischen Republik ist generell schlecht. Durch die Nähe der Grenze des Sudan kommt in Djema das Problem des Waffenschmuggels zwischen den beiden Ländern dazu.
In Djema gibt es seit 2022 eine kleine Gesundheitsstation. Das nächste Krankenhaus befindet sich in Zémio, 130 km entfernt.
Ein Schulgebäude mit einem Klassenzimmer und zwei vom Staat gestellten Lehrern ist für die 500 Schüler zuständig.
Die einzigen spärlichen Einkommensquellen sind Landwirtschaft, Jagd und Fischerei.